# Mouton (Charente)
Pour les articles homonymes, voir Mouton (homonymie).
Mouton est une commune du Sud-Ouest de la France, située dans le département de la Charente (région Nouvelle-Aquitaine).
Ses habitants sont les Moltonais et les Moltonaises.

## Géographie

### Localisation et accès
Mouton est une commune du Nord Charente située 5 km à l'est de Mansle et 28 km au nord d'Angoulême, sur la rive gauche de la Charente.
Mouton est aussi à 16 km au sud de Ruffec, et 17 km de Champagne-Mouton et Saint-Claud.
La route principale passant en limite sud de commune est la D 739, entre Saint-Claud et Mansle. Les routes départementales D 185 et D 187 desservent le bourg. La N 10 entre Angoulême et Poitiers passe 4 km à l'ouest du bourg, et on y accède par l'échangeur de Fontclaireau.
La gare la plus proche est celle de Luxé à 10 km, desservie par des TER à destination d'Angoulême, Poitiers et Bordeaux.

### Hameaux et lieux-dits
La commune compte quelques hameaux, comme Puygelier au sud-ouest sur la D 739 et au bord de la Bonnieure, Chez Régnier, Chez Rougier et les Rivières à l'ouest du bourg, Peucet à l'est et Villois au nord.

### Communes limitrophes
| Lichères             | Aunac-sur-Charente        |             |
| Mansle-les-Fontaines | Mouton                    | Saint-Front |
| Puyréaux             | Saint-Ciers-sur-Bonnieure |             |

### Géologie et relief
Le sol de la commune est constitué de calcaire datant du Jurassique (Callovien, et Oxfordien au sud-ouest). Les vallées (Son-Sonnette et Charente) sont occupées par des alluvions du quaternaire, et parfois localement bordées de grèzes et colluvions dans quelques combes affluentes,,.
Le relief de la commune est celui de bas plateaux bordés par des vallées. Le point culminant est à une altitude de 109 m, situé au sud-ouest du bourg. Le point le plus bas est à 57 m, situé au confluent de la Bonnieure et de la Charente. Le bourg, situé dans la vallée du Son-Sonnette, est à 70 m d'altitude.

### Hydrographie
Le Son-Sonnette traverse la commune d'est en ouest et passe au pied du bourg, avant de se jeter dans la Charente qui fait la limite occidentale de la commune et qui est donc sur la rive gauche du fleuve.
La Tiarde, ruisseau descendant de Saint-Sulpice-de-Ruffec, fait la limite orientale de la commune et se jette dans le Son-Sonnette. En fait, ce ruisseau déjà à sec en été s'infiltre totalement 200 m avant de l'atteindre.
La Bonnieure, qui a reçu la Tardoire, se jette dans la Charente à la limite sud-ouest de la commune près de Puygelier.
Le Fontaniou, court ruisseau parallèle au fleuve, borde la commune au nord.

### Climat
Comme dans les trois quarts sud et ouest du département, le climat est océanique aquitain.

## Urbanisme

### Typologie
Au 1er janvier 2024, Mouton est catégorisée commune rurale à habitat dispersé, selon la nouvelle grille communale de densité à 7 niveaux définie par l'Insee en 2022.
Elle est située hors unité urbaine et hors attraction des villes,.

### Occupation des sols
L'occupation des sols de la commune, telle qu'elle ressort de la base de données européenne d’occupation biophysique des sols Corine Land Cover (CLC), est marquée par l'importance des territoires agricoles (91,8 % en 2018), une proportion identique à celle de 1990 (91,8 %). La répartition détaillée en 2018 est la suivante : 
terres arables (63,9 %), prairies (16,1 %), zones agricoles hétérogènes (11,8 %), forêts (5,4 %), zones urbanisées (2,8 %). L'évolution de l’occupation des sols de la commune et de ses infrastructures peut être observée sur les différentes représentations cartographiques du territoire : la carte de Cassini (XVIIIe siècle), la carte d'état-major (1820-1866) et les cartes ou photos aériennes de l'IGN pour la période actuelle (1950 à aujourd'hui).

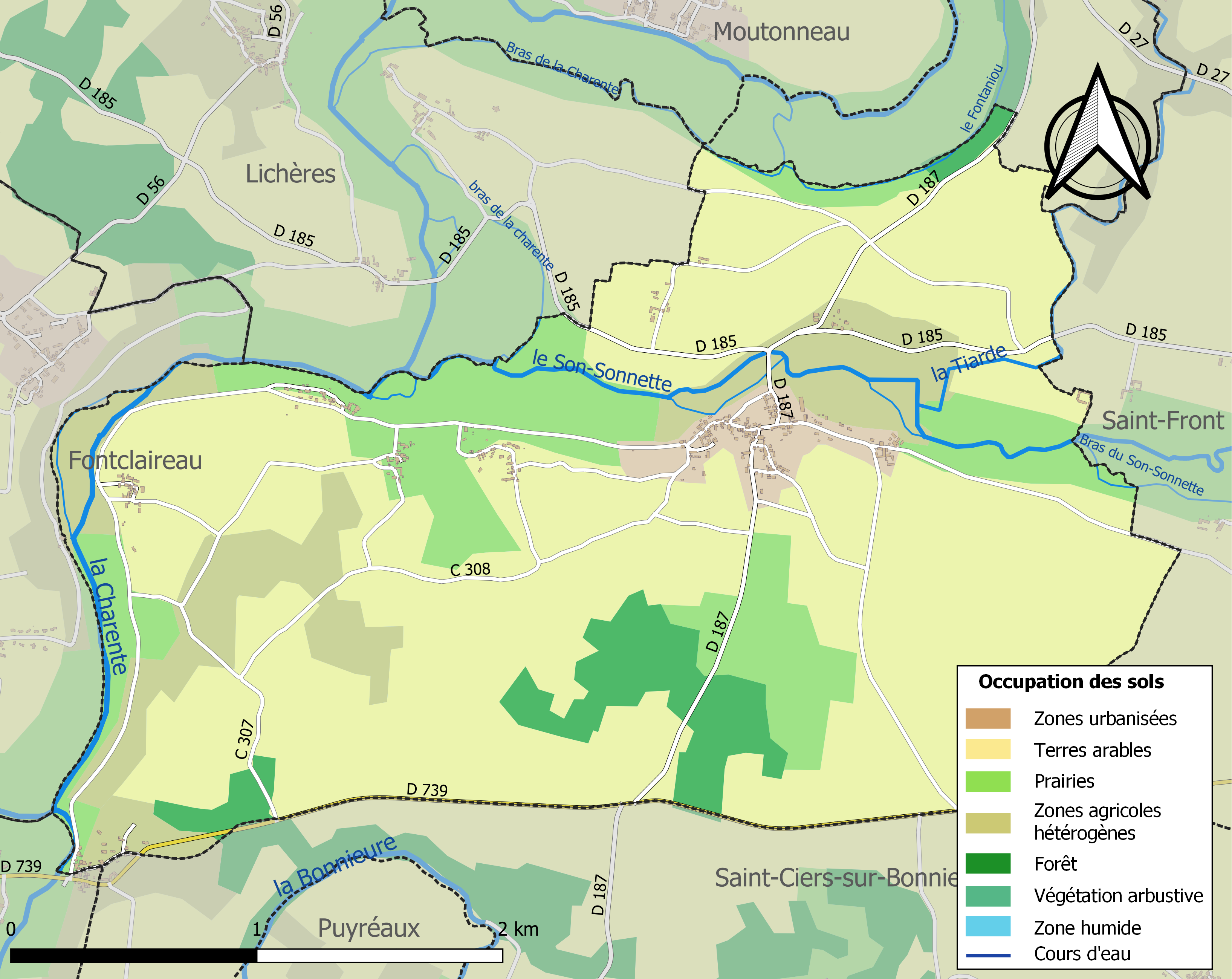
Carte des infrastructures et de l'occupation des sols de la commune en 2018 (CLC).

### Risques majeurs
Le territoire de la commune de Mouton est vulnérable à différents aléas naturels : météorologiques (tempête, orage, neige, grand froid, canicule ou sécheresse), inondations et séisme (sismicité modérée). Il est également exposé à un risque technologique, la rupture d'un barrage. Un site publié par le BRGM permet d'évaluer simplement et rapidement les risques d'un bien localisé soit par son adresse soit par le numéro de sa parcelle.

#### Risques naturels
Certaines parties du territoire communal sont susceptibles d’être affectées par le risque d’inondation par débordement de cours d'eau, notamment la Charente, le Son-Sonnette, la Tiarde et la Bonnieure. La commune a été reconnue en état de catastrophe naturelle au titre des dommages causés par les inondations et coulées de boue survenues en 1982, 1983 et 1999,.

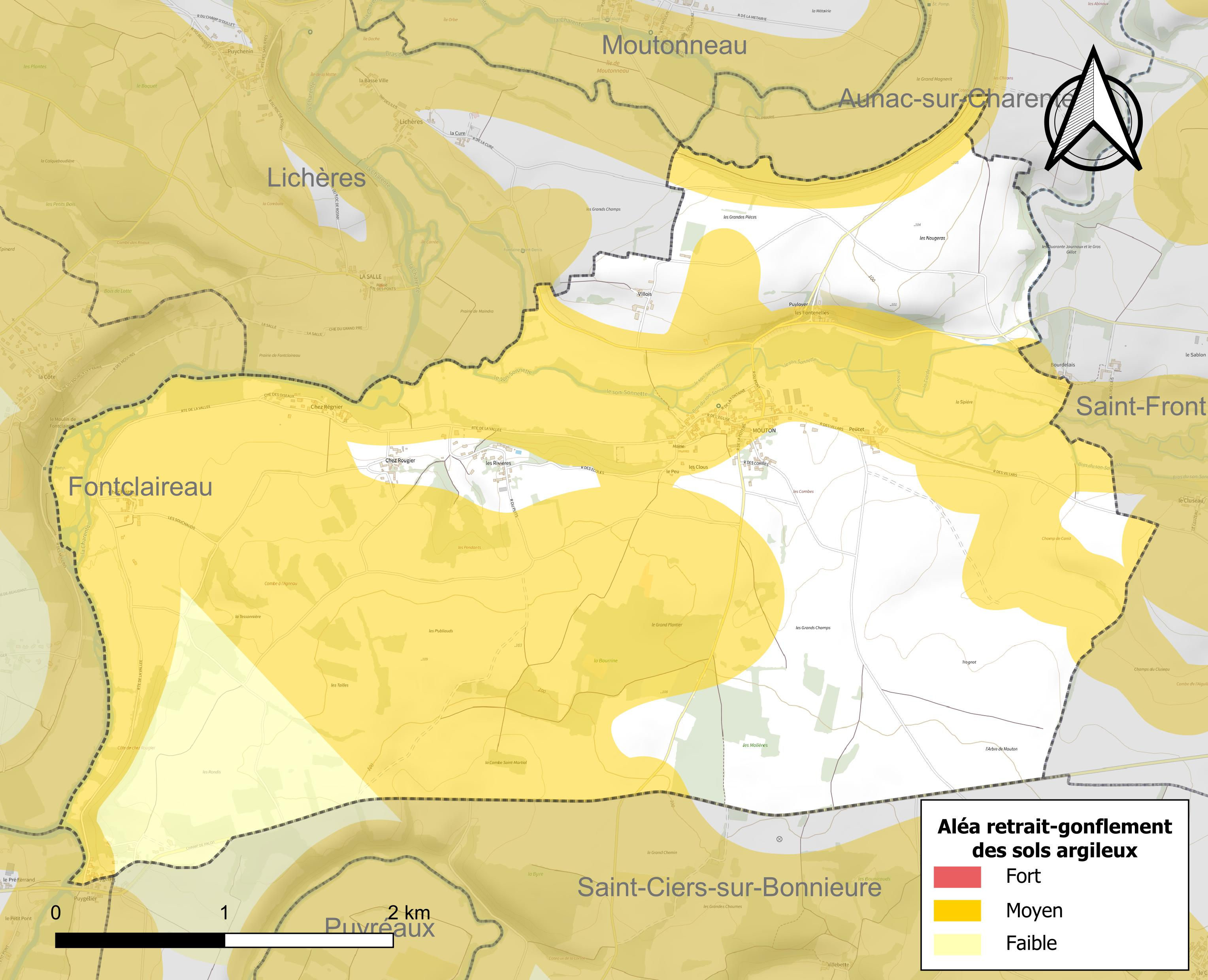
Carte des zones d'aléa retrait-gonflement des sols argileux de Mouton.

Le retrait-gonflement des sols argileux est susceptible d'engendrer des dommages importants aux bâtiments en cas d’alternance de périodes de sécheresse et de pluie. 61,9 % de la superficie communale est en aléa moyen ou fort (67,4 % au niveau départemental et 48,5 % au niveau national). Sur les 143 bâtiments dénombrés sur la commune en 2019, 91 sont en aléa moyen ou fort, soit 64 %, à comparer aux 81 % au niveau départemental et 54 % au niveau national. Une cartographie de l'exposition du territoire national au retrait gonflement des sols argileux est disponible sur le site du BRGM,.
Par ailleurs, afin de mieux appréhender le risque d’affaissement de terrain, l'inventaire national des cavités souterraines permet de localiser celles situées sur la commune.
Concernant les mouvements de terrains, la commune a été reconnue en état de catastrophe naturelle au titre des dommages causés par des mouvements de terrain en 1999.

#### Risques technologiques
La commune est en outre située en aval du barrage de Mas Chaban, un ouvrage de classe A. À ce titre elle est susceptible d’être touchée par l’onde de submersion consécutive à la rupture de cet ouvrage.

## Toponymie
Les formes anciennes sont Molton en 1110, Multone au XIIIe siècle.
L'origine du nom de Mouton remonterait à un nom de personne gaulois Multo- dont dérive le français « mouton ».

## Histoire
Mouton est longé au sud par la voie romaine qui se dirige de Chassenon à la Terne, embranchement de la voie d'Agrippa de Lyon à Saintes. Il a été découvert aux lieux-dits Chez Rougier et Villois des vestiges de villas romaines avec pavage en béton et murs recouverts d'enduit.
Le prieuré de Mouton a été donné à l'abbaye Saint-Martial de Limoges, vers 910 par le comte de Poitiers Aymar et son épouse Santia[réf. nécessaire]. Il est possible de suivre son histoire jusqu'à la Révolution au travers des bulles, chroniques, et autres documents conservés aux archives départementales à Angoulême, Limoges, dans des archives privées et aux archives nationales.
Divers fiefs étaient implantés sur la commune ou y possédaient des droits : le prieuré de Mouton, du fief des Rivières, de l'hébergement de la Croix, une partie de Mouton mouvant du fief vicomtal[Lequel ?], une partie de Mouton mouvant du seigneur d'Aunac, le mas de Baudant, le fief des Fontenelles, fief des Granges de Puygelier, mas du Châtelard, fief de la Salle, fief de Moutonneau, fief de Bourdelais, cure de Saint-Front[réf. nécessaire].
Les plus anciens registres paroissiaux ne remontent qu'à 1740.

## Administration

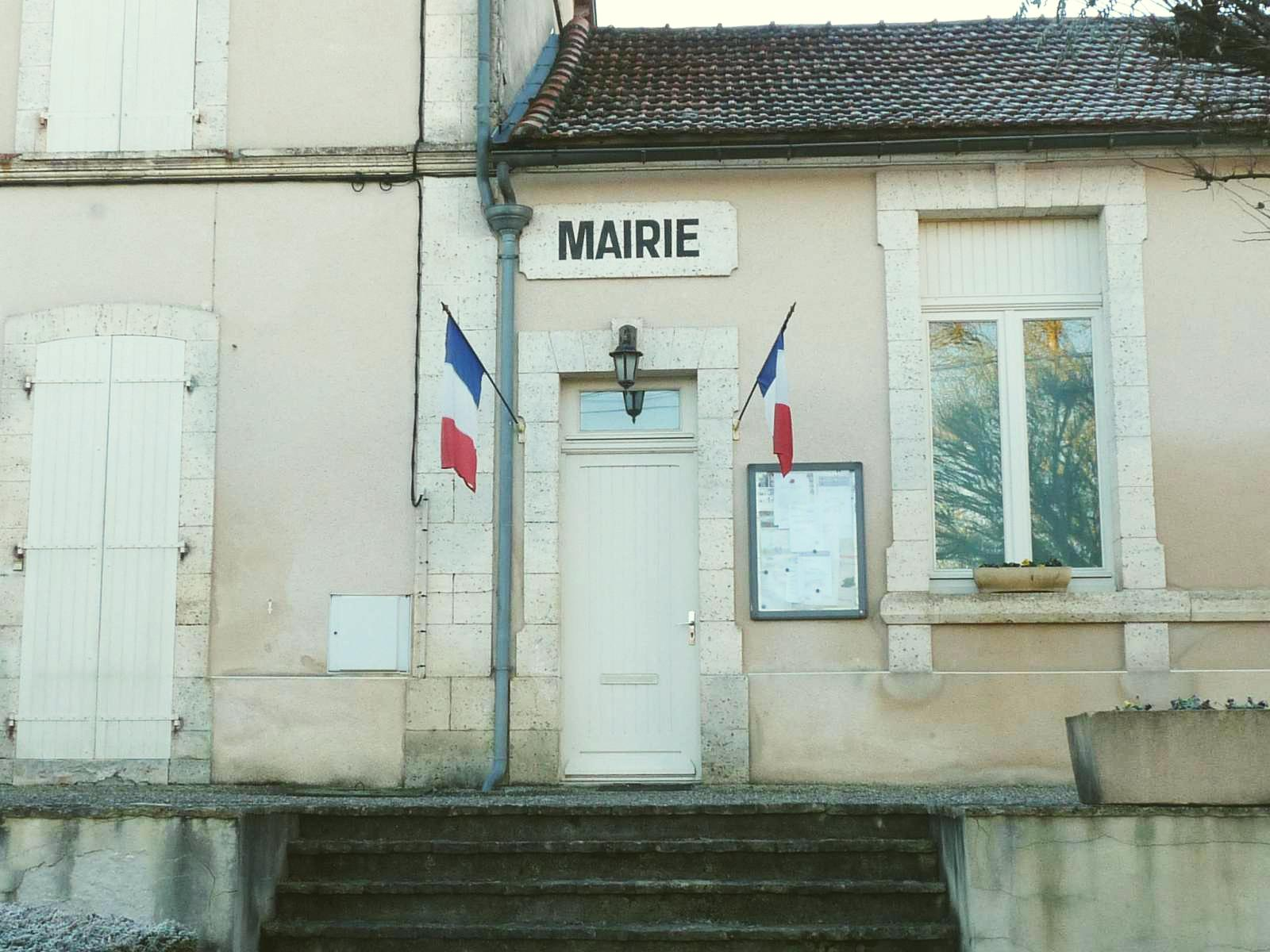
La mairie.

| Période | Période  | Identité               | Étiquette | Qualité          |
| ------- | -------- | ---------------------- | --------- | ---------------- |
| 1792    | 1795     | Jean Bernard           |           |                  |
| 1795    | 1799     | Jacques Fradonnet      |           |                  |
| 1799    | 1800     | Louis Gobaud           |           |                  |
| 1800    | 1807     | Jean Bernard           |           |                  |
| 1807    | 1811     | Jacques Rouye          |           |                  |
| 1811    | 1830     | Louis Bonenne          |           |                  |
| 1830    | 1834     | Jean Caillier          |           |                  |
| 1834    | 1841     | Pierre Sylvestre       |           |                  |
| 1841    | 1849     | Jean Bouton            |           |                  |
| 1849    | 1875     | Pierre Sylvestre       |           |                  |
| 1875    | 1881     | Pierre Saulnier        |           |                  |
| 1881    | 1897     | Jean Thizon            |           |                  |
| 1897    | 1899     | Pierre Saulnier        |           |                  |
| 1899    | 1901     | Célestin Pierre Bouton |           |                  |
| 1901    | 1904     | François Clerfeuille   |           |                  |
| 1904    | 1908     | Jean Deschamps         |           |                  |
| 1908    | 1913     | Brice Vignaud          |           |                  |
| 1913    | 1929     | Eugène Tardat          |           |                  |
| 1929    | 1948     | Marcel Dezerces        |           |                  |
| 1948    | 1964     | Kléber Charraud        |           |                  |
| 1964    | 1977     | Michel Degorce         |           |                  |
| 1977    | 1983     | Jacques Bois           |           |                  |
| 1983    | 1989     | Jacques Geneuvre       |           |                  |
| 1989    | 2001     | Guy Charraud           |           |                  |
| 2001    | 2014     | Hervé Saulnier         |           |                  |
| 2014    | En cours | Jean-Pierre Cornu      | SE        | Artisan retraité |

## Démographie

### Évolution démographique
L'évolution du nombre d'habitants est connue à travers les recensements de la population effectués dans la commune depuis 1793. Pour les communes de moins de 10 000 habitants, une enquête de recensement portant sur toute la population est réalisée tous les cinq ans, les populations de référence des années intermédiaires étant quant à elles estimées par interpolation ou extrapolation. Pour la commune, le premier recensement exhaustif entrant dans le cadre du nouveau dispositif a été réalisé en 2005.

En 2022, la commune comptait 223 habitants, en évolution de +0,9 % par rapport à 2016 (Charente : −0,48 %, France hors Mayotte : +2,11 %).
| 1793 | 1800 | 1806 | 1821 | 1831 | 1841 | 1846 | 1851 | 1856 |
| ---- | ---- | ---- | ---- | ---- | ---- | ---- | ---- | ---- |
| 556  | 587  | 512  | 676  | 654  | 648  | 628  | 637  | 618  |

| 1861 | 1866 | 1872 | 1876 | 1881 | 1886 | 1891 | 1896 | 1901 |
| ---- | ---- | ---- | ---- | ---- | ---- | ---- | ---- | ---- |
| 569  | 562  | 528  | 486  | 488  | 472  | 429  | 397  | 362  |

| 1906 | 1911 | 1921 | 1926 | 1931 | 1936 | 1946 | 1954 | 1962 |
| ---- | ---- | ---- | ---- | ---- | ---- | ---- | ---- | ---- |
| 359  | 341  | 314  | 312  | 347  | 340  | 325  | 280  | 283  |

| 1968 | 1975 | 1982 | 1990 | 1999 | 2005 | 2006 | 2010 | 2015 |
| ---- | ---- | ---- | ---- | ---- | ---- | ---- | ---- | ---- |
| 259  | 235  | 212  | 194  | 223  | 217  | 220  | 234  | 221  |

| 2020 | 2022 | - | - | - | - | - | - | - |
| ---- | ---- | - | - | - | - | - | - | - |
| 222  | 223  | - | - | - | - | - | - | - |

### Pyramide des âges
La population de la commune est relativement âgée.
En 2018, le taux de personnes d'un âge inférieur à 30 ans s'élève à 29,3 %, soit en dessous de la moyenne départementale (30,2 %). À l'inverse, le taux de personnes d'âge supérieur à 60 ans est de 32,5 % la même année, alors qu'il est de 32,3 % au niveau départemental.
En 2018, la commune comptait 117 hommes pour 108 femmes, soit un taux de 52 % d'hommes, largement supérieur au taux départemental (48,41 %).
Les pyramides des âges de la commune et du département s'établissent comme suit.
| Hommes | Classe d’âge | Femmes |
| ------ | ------------ | ------ |
| 0,9    | 90 ou +      | 1,9    |
| 7,0    | 75-89 ans    | 13,1   |
| 20,0   | 60-74 ans    | 22,4   |
| 23,5   | 45-59 ans    | 17,8   |
| 17,4   | 30-44 ans    | 17,8   |
| 13,0   | 15-29 ans    | 13,1   |
| 18,3   | 0-14 ans     | 14,0   |

| Hommes | Classe d’âge | Femmes |
| ------ | ------------ | ------ |
| 1      | 90 ou +      | 2,7    |
| 9,2    | 75-89 ans    | 12     |
| 20,6   | 60-74 ans    | 21,3   |
| 20,7   | 45-59 ans    | 20,3   |
| 16,8   | 30-44 ans    | 16     |
| 15,6   | 15-29 ans    | 13,4   |
| 16,1   | 0-14 ans     | 14,3   |

## Économie

### Agriculture
La viticulture occupe une petite partie de l'activité agricole. La commune est située dans les Bons Bois, dans la zone d'appellation d'origine contrôlée du cognac.

## Lieux et monuments

### Patrimoine religieux
L'église paroissiale Saint-Martial date du XIIe siècle. Elle existait dès l'an 900 et appartenait à l'abbaye Saint-Martial de Limoges. Ce prieuré bénédictin a perdu la conventualité en 1535 lorsque l'abbaye est devenue simple chapitre.
L'église a été reconstruite au XIIe siècle et peu remaniée même si le haut du clocher a été reconstruit à la fin du Moyen Âge.
La nef et la façade de l'église datent du XIIe siècle; elle fut surélevée au XVe siècle. Il n'y a pas de croisillon sud. Le chœur a été voûté d'ogive au XVe siècle. Le portail comporte une anomalie : on a remplacé une des deux archivoltes romanes par une ogive.
Le cimetière primitif a été supprimé vers 1830. Le vieux cimetière, désaffecté, a été supprimé en 1972. Il reste quelques tombes anciennes (XIe au XIIIe siècles) autour de l'église et également dans le vieux cimetière[réf. nécessaire].
L'église a été classée monument historique par arrêté du 18 août 1955. Elle contient un autel en bois sculpté et peint et une statue de vierge à l'enfant mutilé peinte du XVIIIe siècle, inscrits monument historique à titre objet depuis 1994.

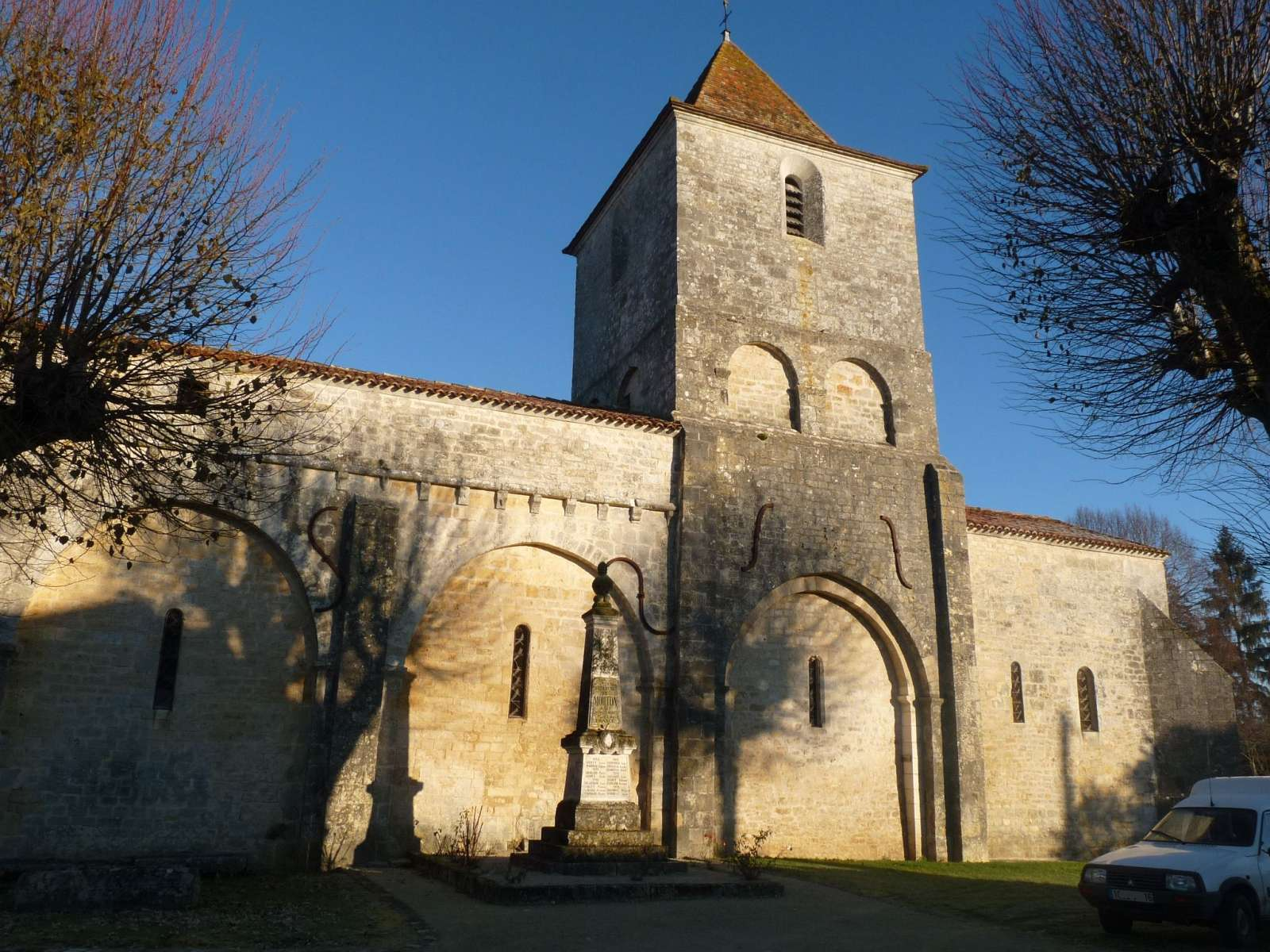
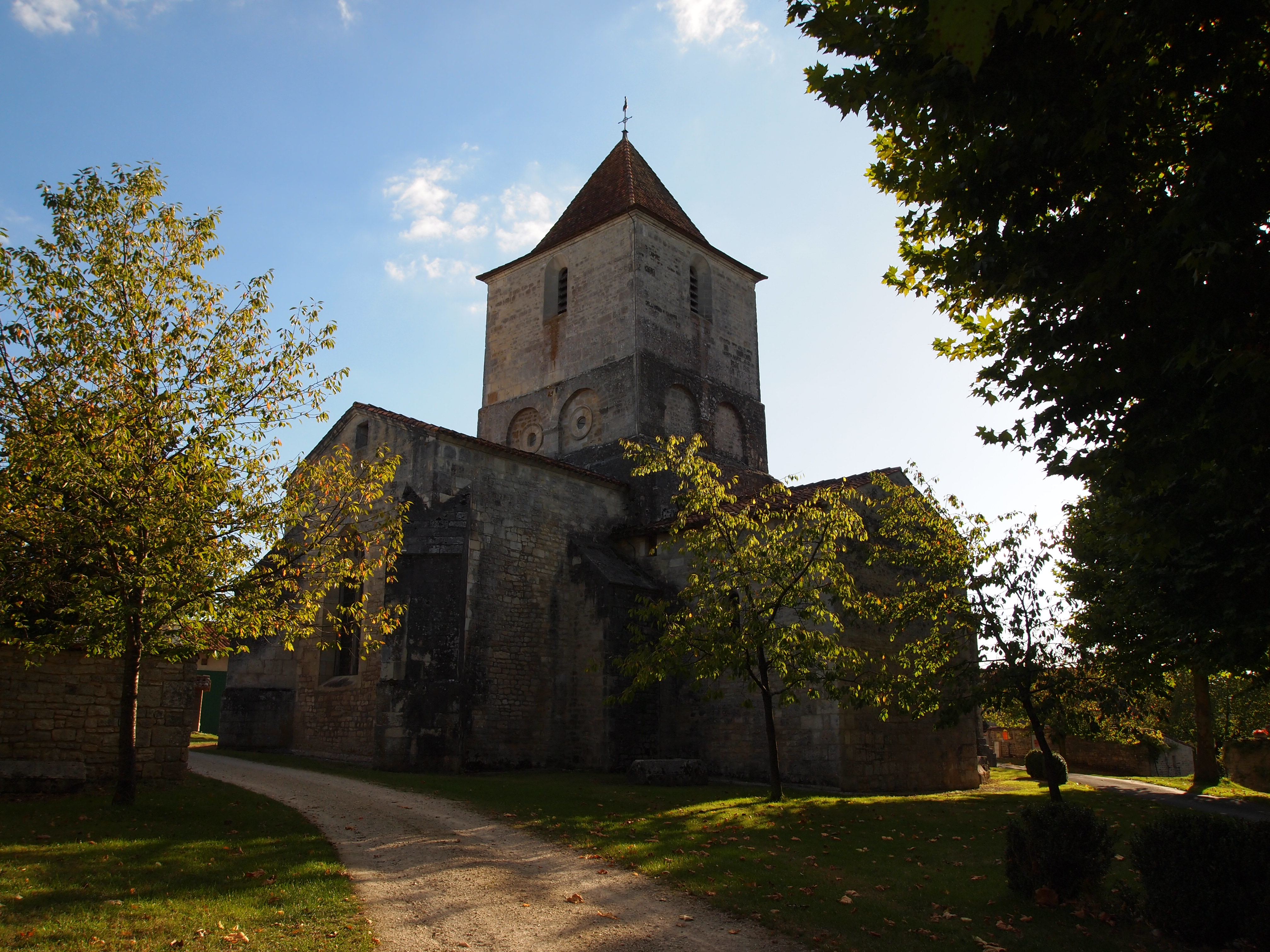
Vue générale.
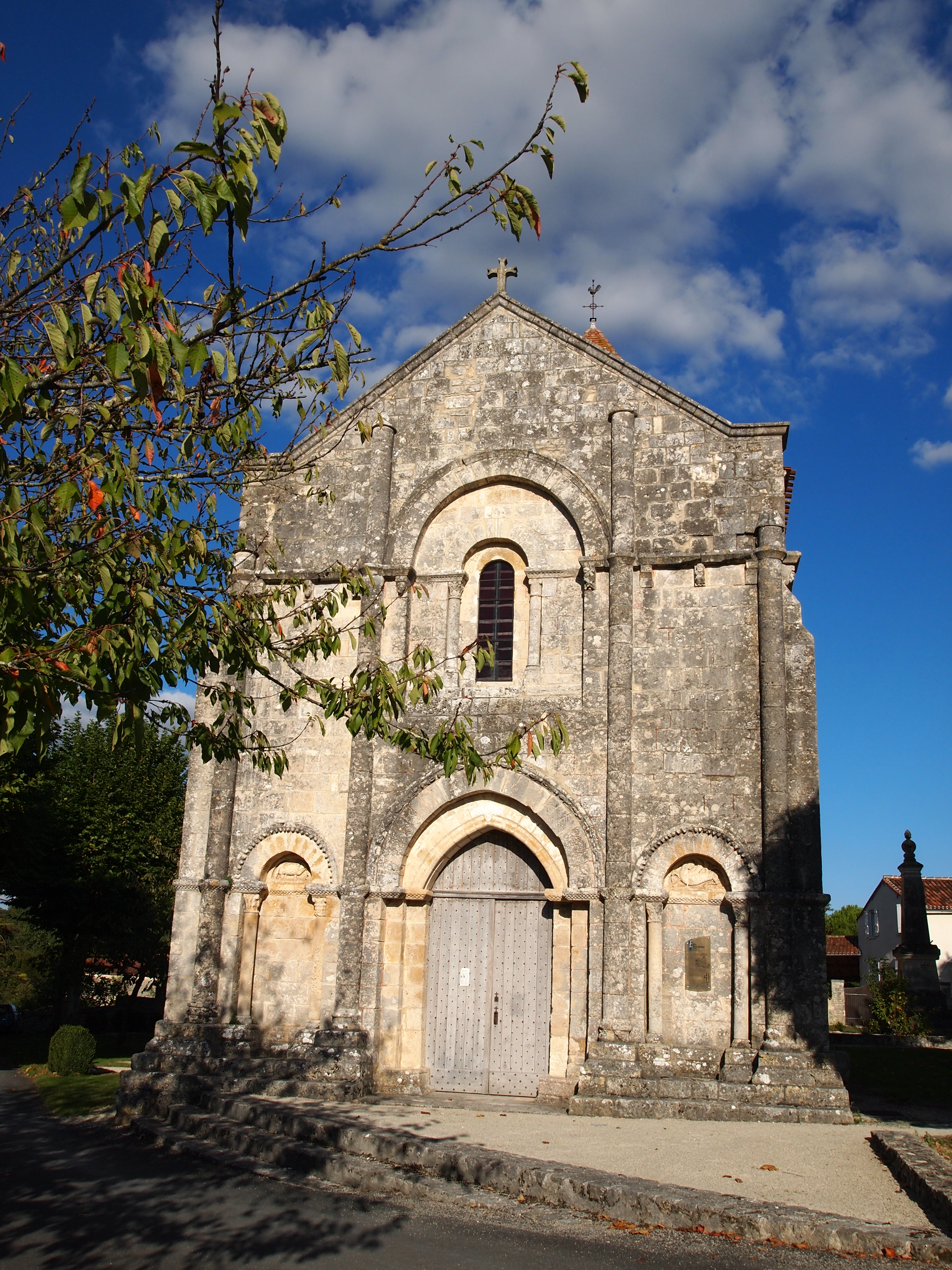
La façade.
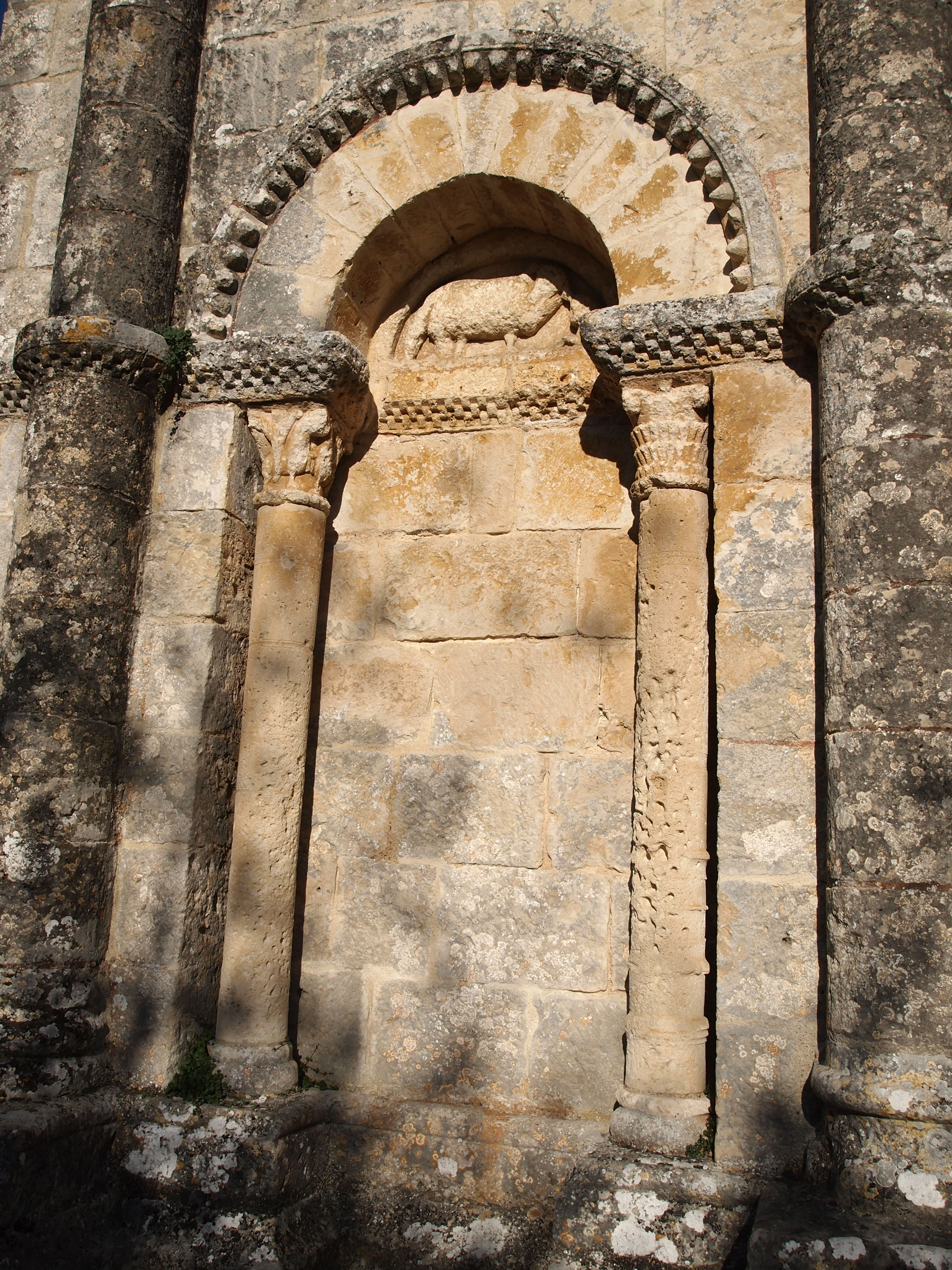
Sculpture d'un agneau à gauche du portail.
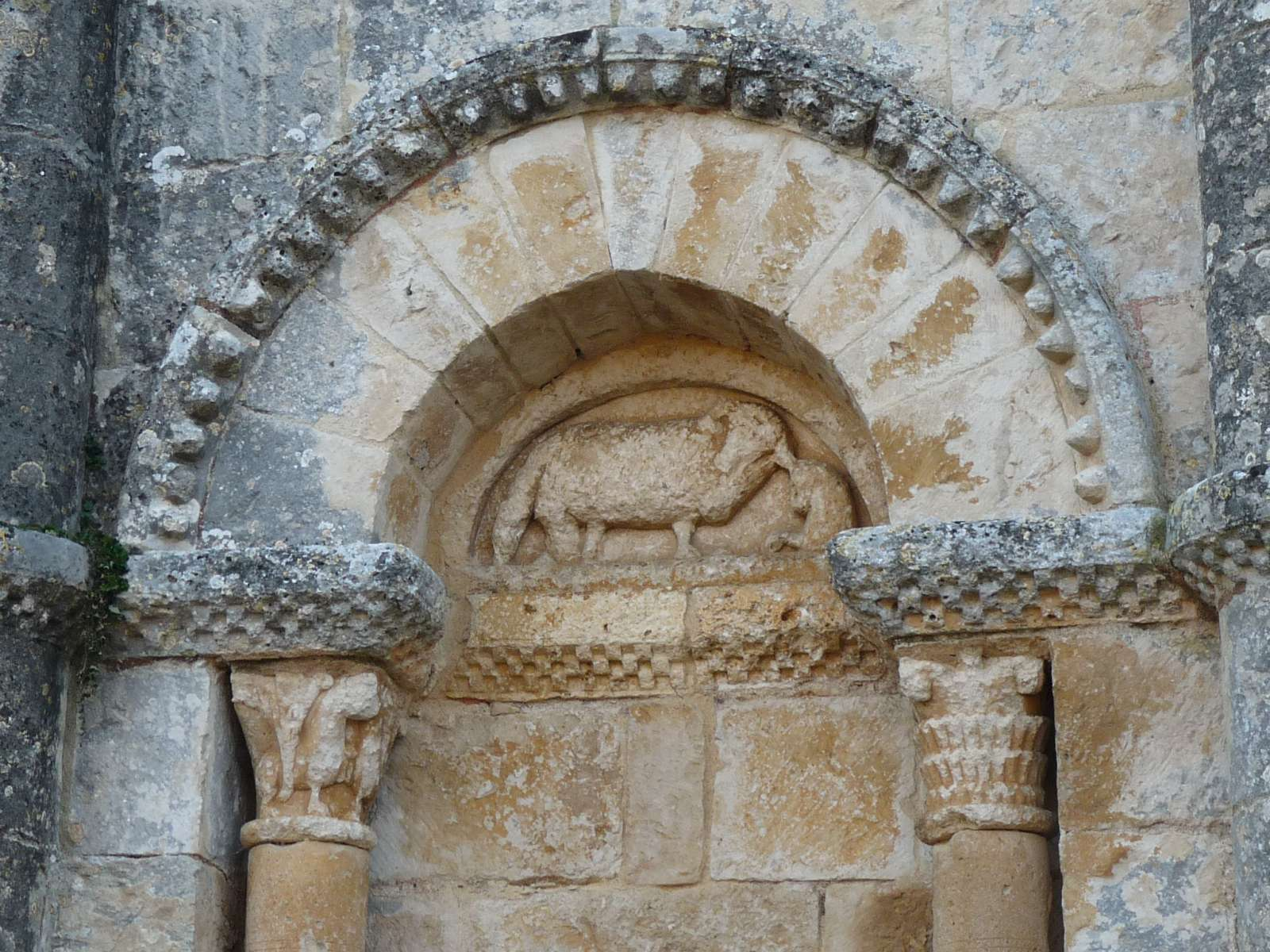
Agneau à gauche du portail.
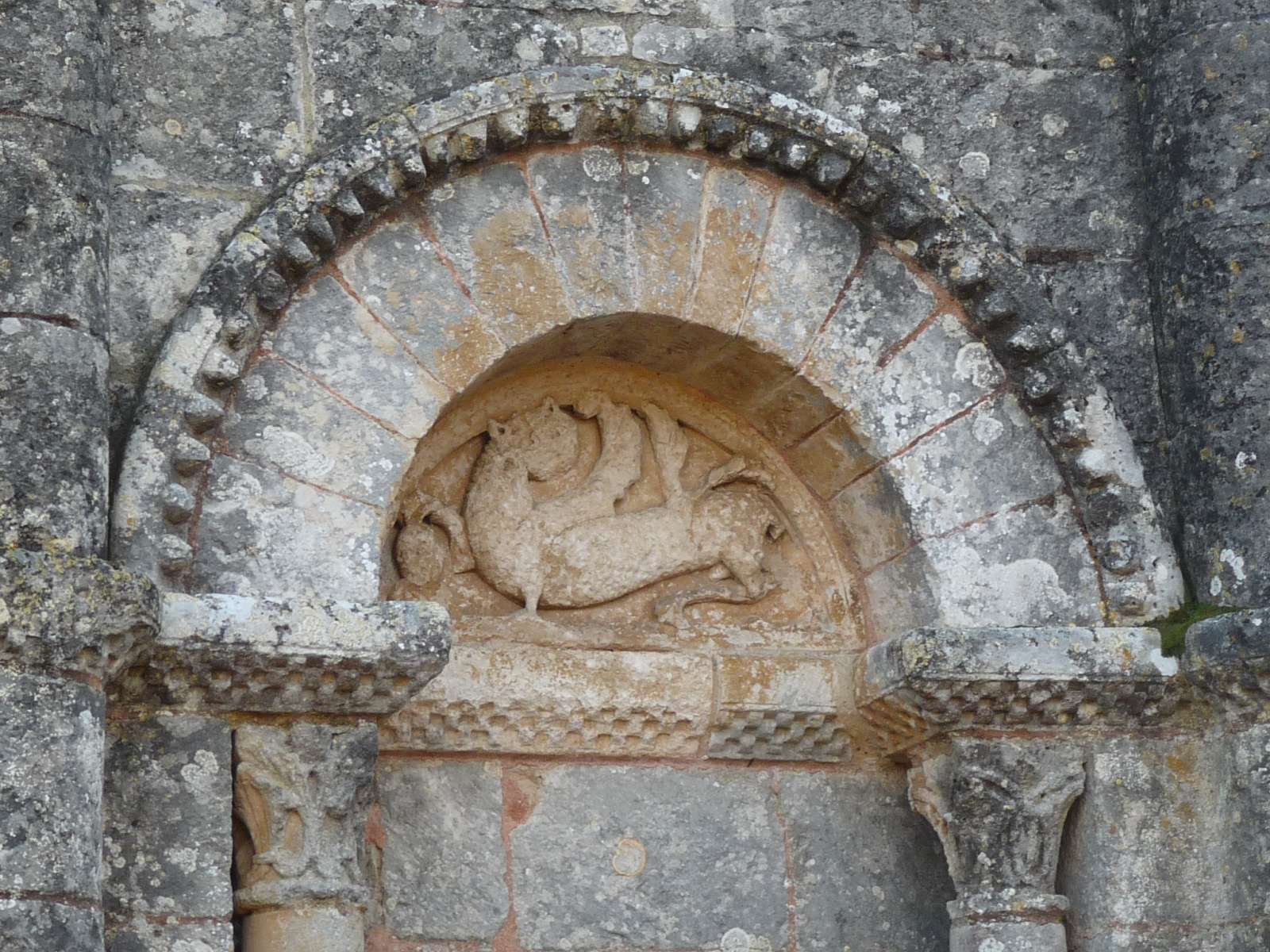
Lion à droite du portail
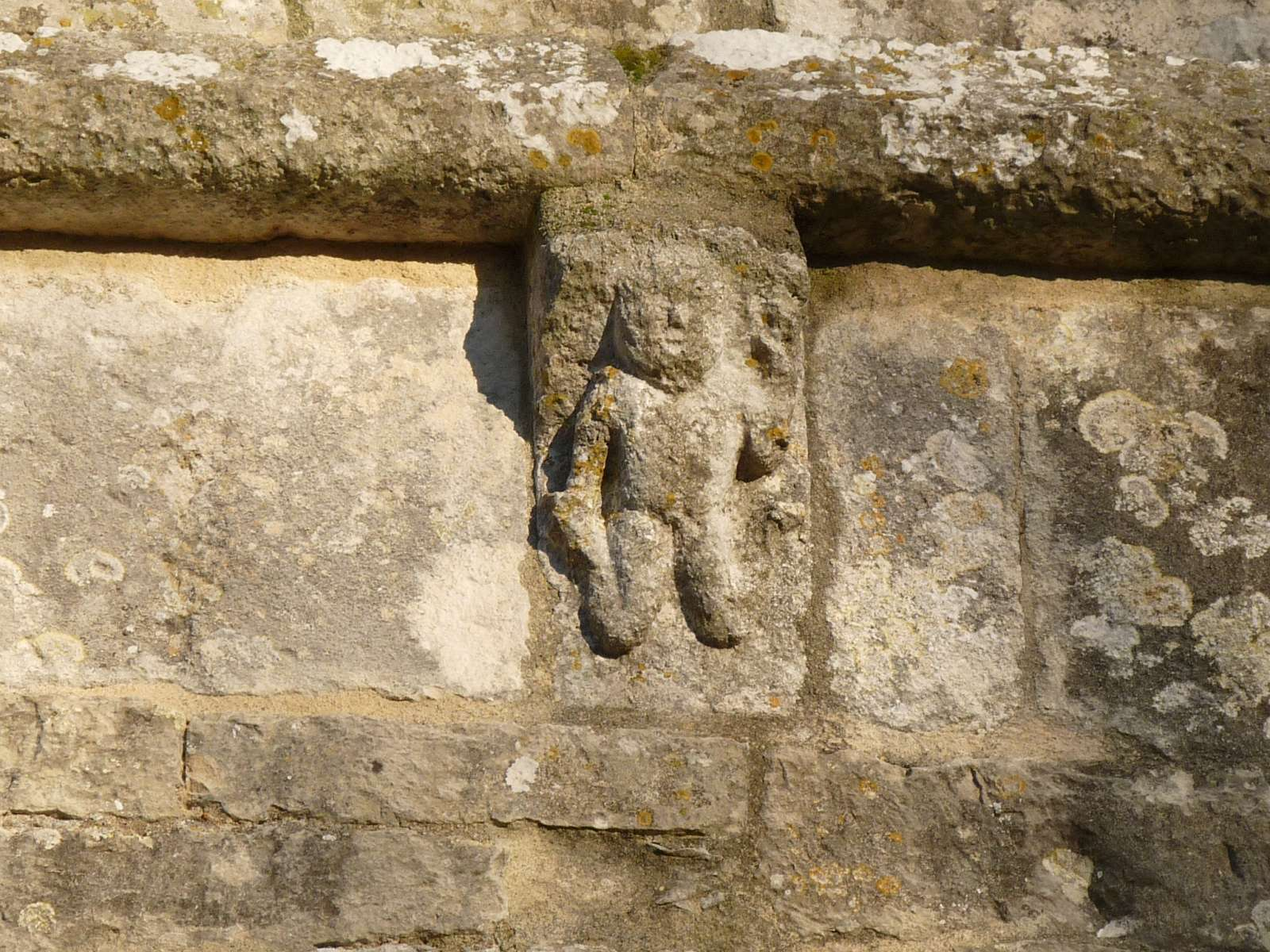
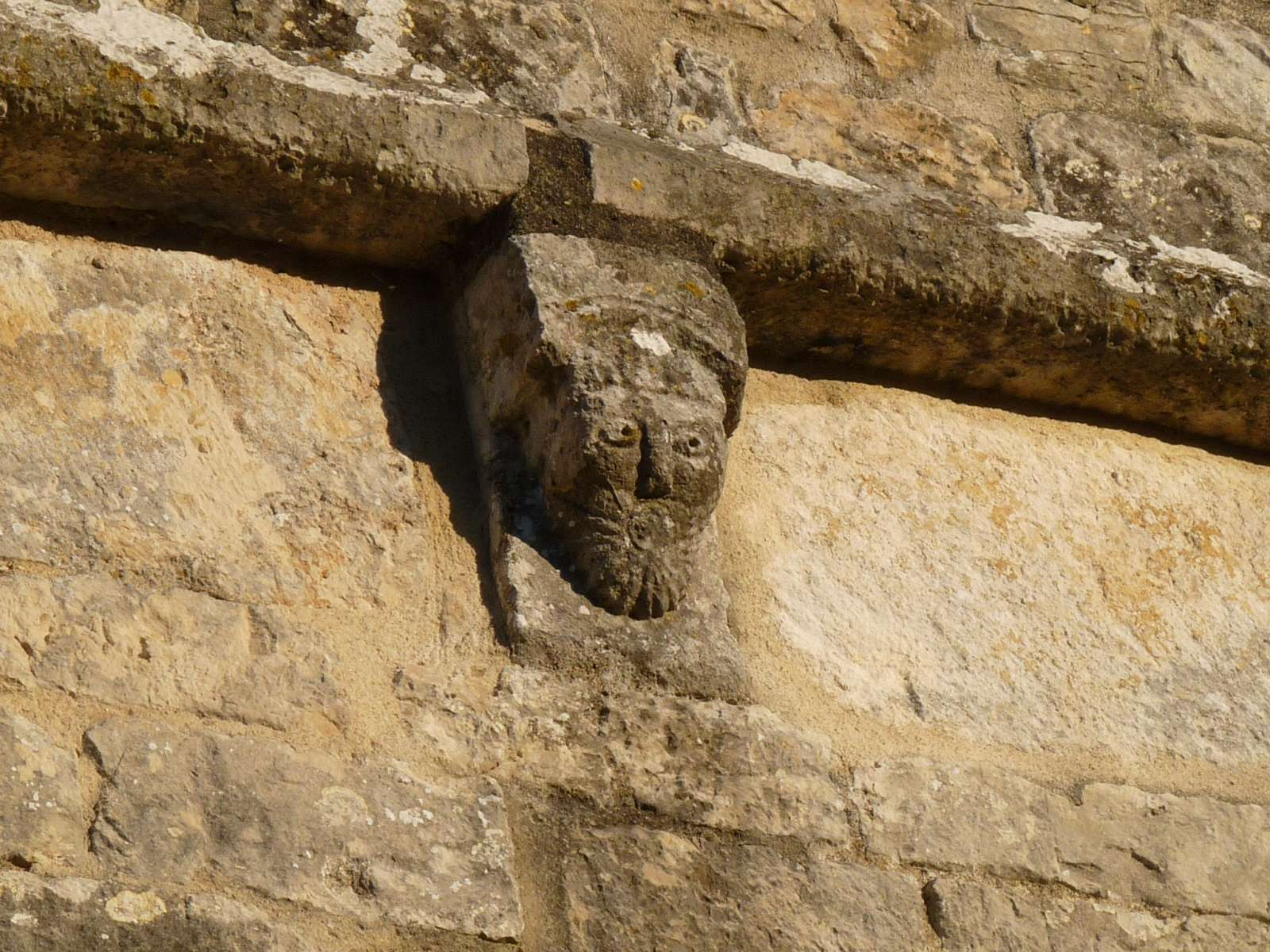
Modillons.

### Patrimoine civil

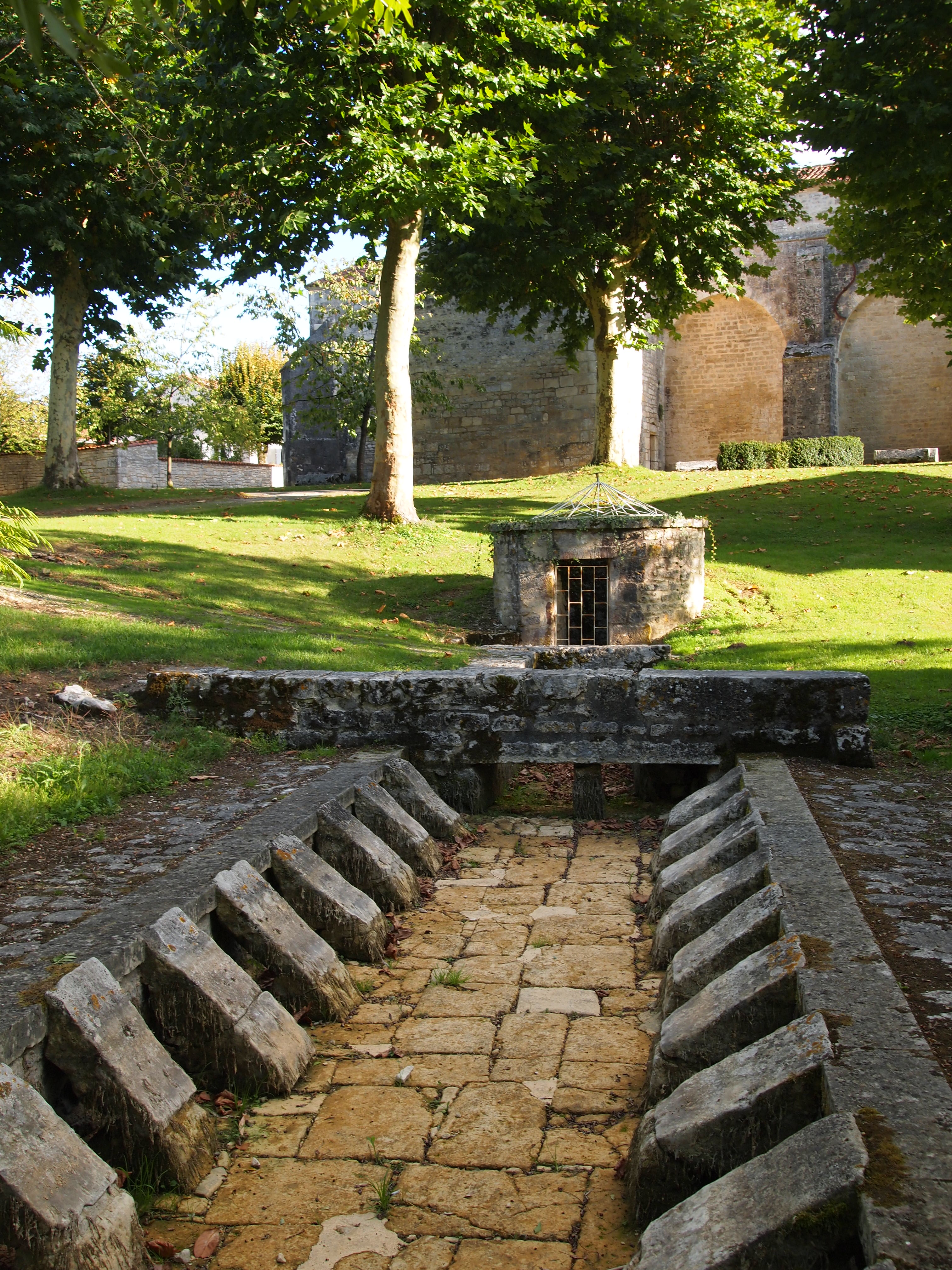
Fontaine et lavoir au pied de l'église.
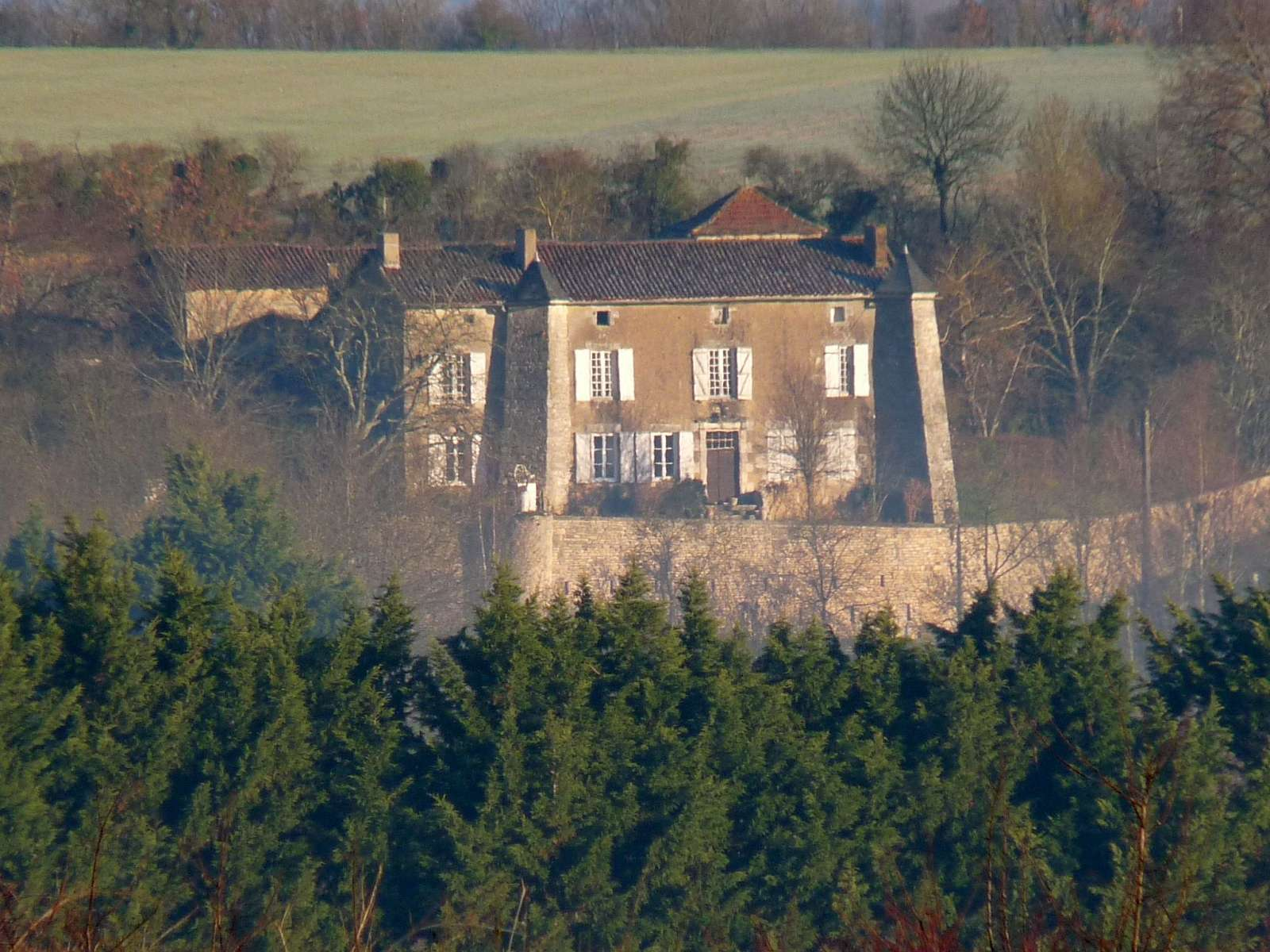
Logis de Puyloyer dominant le Son-Sonnette.

## Pour approfondir